# Murlyn Music
Murlyn Music är ett av Sveriges mest framgångsrika musikproduktionsbolag vars låtskrivare och producenter har skapat hits som:
- Have You Ever Been In Love - Celine Dion
- Don't Stop - Janet Jackson
- Toxic - Britney Spears
- Play - Jennifer Lopez
- Get Together - Madonna
- Like It Or Not - Madonna
- How High - Madonna
- Fire - Kelis featuring Spragga Benz
- When You Look At Me - Christina Milian
- AM to PM - Christina Milian
- Irresistible - Jessica Simpson
- This Is How A Heart Breaks - Rob Thomas
- Supernatural - Sugababes
- Switch - Sugababes
- Sweet Dreams My LA Ex - Rachel Stevens
- Because of You - 98 Degrees
- Give Me Just One NIght (Una Noche) - 98 Degrees
- You Are My Everything - 98 Degrees
- Get Over You - Sophie Ellis-Bextor